# Héros et Tombes
Héros et Tombes est le second roman de l'écrivain argentin Ernesto Sábato, publié en 1961, à Buenos Aires (Argentine).
Il a été traduit en français par Jean-Jacques Vilard et publié aux éditions du Seuil, d'abord sous le titre Alejandra en 1967 avec un avant-propos de Witold Gombrowicz, puis sous le titre Héros et Tombes plus fidèle au titre original : Sobre héroes y tumbas.

## Jugements
- Sobre héroes y tumbas est cité parmi "Les cent meilleurs romans en espagnol du XXe siècle" sélectionnée par El Mundo (elmundolibro.com)[1]

- Witold Gombrowicz (Avant-propos au roman) : « Héros et tombes appartient à un genre des plus suspects : celui des romans dont la lecture se termine souvent à quatre heures du matin. (...) J'ai passé en Argentine vingt-quatre ans de ma vie. Je ne connais aucun livre qui introduise mieux aux secrets de la sensibilité sud-américaine, à ses mythes, phobies et fascinations... ».

- Par Paulo A. Paranagua, journaliste au Monde, sur le blog America latina (VO) : Ernesto Sabato « est l'auteur d'un chef-d'œuvre absolu, Sobre héroes y tumbas (1961). Ce roman immense et lumineux est un mélange détonnant de romantisme gothique et de lyrisme moderne, traversé par un souffle fantastique. Roman total, il métamorphose les rues, les souterrains et l'architecture de Buenos Aires et propose une interprétation décapante de l'Argentine, de son passé turbulent et de son présent anxieux. Le long passage intitulé Rapport sur les aveugles est un des textes les plus lus et commentés des lettres d'Amérique latine. »

### Éditions
- Édition originale : Sobre héroes y tumbas, Buenos Aires, Argentine, 1961.
- Édition française : Alejandra, traduit Jean-Jacques Vilard, préface de Witold Gombrowicz, éditions du Seuil, 1967 ; puis Héros et tombes aux mêmes éditions.